# Pierre Campagnaro
Pierre Campagnaro, né le 1er juillet 1943 à Villasavary (Aude), est un coureur cycliste français, actif des années 1950 à 1960.

## Biographie
Fils d'immigrés italiens, Pierre Campagnaro commence le cyclisme à l'âge de 14 ans au Vélo Sport Castelnaudary, à Castelnaudary. Il remporte la première course à laquelle il participe. Membre de l'AS Carcassonne en 1962, il se distingue en terminant deuxième du championnat du Languedoc-Roussillon et neuvième du championnat de France amateurs. Il rejoint ensuite le CSM Puteaux à partir de 1963, sur les conseils de Gaston Plaud. Cette année-là, il remporte deux classiques amateurs parisiennes : Paris-Rouen et Paris-Cayeux. En 1964, sociétaire du Bataillon de Joinville, il s'impose notamment sur Paris-Évreux et termine deuxième du championnat de France militaires. Il est ensuite sélectionné en équipe de France, notamment pour le Tour du Maroc en 1965, où il gagne une étape et termine troisième du général.
Il passe professionnel en 1967 dans l'équipe Bic, dirigée par Raphaël Géminiani. Équipier notamment de Jacques Anquetil,, il se classe quatrième d'une étape du Grand Prix du Midi Libre et sixième du Tour de l'Oise. Il participe également au Tour d'Espagne, où il arrive hors délais lors de la septième étape. Déçu entre autres par son programme de courses, il redescend en amateur hors catégorie l'année suivante. Il continue à courir jusqu'en août 1969.
Après sa carrière cycliste, il devient gérant d'un garage automobile.

## Palmarès
| - 1963 - Paris-Rouen - Paris-Cayeux - 2e de Paris-Dreux - 3e de Paris-Vendôme - 1964 - Paris-Évreux - 1965 - 12e étape du Tour du Maroc - 2e de Paris-Vendôme - 3e du Tour du Maroc - 3e du Grand Prix de Puy-l'Évêque - 3e du championnat de France militaires sur route - 3e du championnat de France des sociétés | - 1966 - 2e de Paris-Évreux - 2e de Paris-Vailly - 1968 - 2e étape des Boucles de l'Aude |  |

## Résultats sur les grands tours

### Tour d'Espagne
1 participation
- 1967 : hors délais (7e étape)